# Daniel Poliquin
Pour les articles homonymes, voir Poliquin.
Œuvres principales
Visions de Jude, L'Écureuil noir, L'Homme de paille, La Kermesse
Daniel Poliquin, né le 18 décembre 1953 à Ottawa (Ontario, Canada), est un romancier, germaniste, comparatiste et traducteur franco-ontarien.

## Biographie
Daniel Poliquin est issu d'une famille franco-ontarienne d'Ottawa. Il détient un baccalauréat en allemand de l'Université d'Ottawa, une maîtrise en allemand (1978) et une maîtrise en littérature comparée de l'Université Carleton (1982) ainsi qu'un doctorat en lettres de l'Université d'Ottawa, sous la direction de Roger Le Moine. Sa thèse traite des idéologies dans le roman historique québécois. En 1976, il devient traducteur au gouvernement du Canada. En 1990, il est interprète à la Chambre des communes. Il est également réviseur et enseignant à l'École des traducteurs et interprètes de l'Université d'Ottawa. Il traduit des auteurs parmi les plus populaires au Canada tels que Jack Kerouac, Mordecai Richler, Matt Cohen et Douglas Glover. Daniel Poliquin défend depuis longtemps la cause de la minorité francophone en Ontario.  Daniel Poliquin se voit décerner pour son roman Visions de Jude (1990) le Prix littéraire de prose du Journal de Montréal, le Prix littéraire Le Droit et le Prix du livre d'Ottawa.

## Thématique et esthétique
Daniel Poliquin campe des personnages vivants et attachants, parfois réalistes parfois extraordinaires, dans un style humoristique et ironique. Sur le plan de la thématique, son œuvre évolue grandement dans le temps, tout comme la littérature franco-ontarienne plus généralement, d'écrits d'abord centrés sur la question de l'identité franco-ontarienne puis davantage postmodernes. Dans le premier groupe, ses deux premiers romans, Temps pascal (1982) et L'Obomsawin (1987) répondent à un impératif identitaire. Le premier traite de l'engagement social au travers du personnage d'un sydicaliste et de celui d'un velléitaire. Dans le second, un Métis est accusé d'avoir incendié la maison de sa mère où se trouvaient des peintures retraçant l'histoire de sa ville, abordant les thèmes de la langue, du déclin d'une communauté locale, du rapport à l'autre. Thomas Obomsawin, le personnage principal, apparaît sous différentes facettes : artiste, autochtone, homme libre, être complexe. Daniel Poliquin amène à réfléchir à nos valeurs, à nos préjugés à l'égard de l'autre. Dans Visions de Jude (1990), Daniel Poliquin renouvelle son esthétique en jouant sur les voix narratives et en mélangeant les genres. Il poursuite cette approche dans L'Écureuil noir (1994) et l'intensifie dans les romans historiques postmodernes L'Homme de paille (1998) et La kermesse (2006). Articulé autour de l'histoire de membres de familles nobles en déchéance en quête d’un accomplissement malgré les ratés de la vie et de l'Histoire, La Kermesse est un enchevêtrement de péripéties où cohabitent le meilleur et le pire de l'humain. Le style enjoué, le jeu de flash-back, l’alternance des voix et des registres, l’émotion constante et l’humour caractérisent l'écriture de Daniel Poliquin. 
Le roman Le Vol de l'ange (2014), expression créée par l'auteur pour désigner le mouvement des bras des patineurs perdant l'équilibre, se situe dans l'Acadie de la fin du XIXe siècle. Un enfant y est abandonné par sa mère et acheté à l'encan par une famille d'agriculteurs alors qu'une gouvernante devient la maîtresse du médecin du village. Ce roman renvoie à plusieurs personnages des œuvres précédentes. Dans Cherche rouquine, coupe garçonne (2017), Daniel Poliquin s'inspire de l'affaire Coffin et met en scène William Blewett, accusé de meurtre de deux touristes en Gaspésie, histoire qui est plutôt une trame de fond alors que la narratrice, Évangéline, invente des pans de sa vie, incarnant la complexité de la vie. 
Daniel Poliquin critique le caractère victimaire du nationalisme québécois et ses recherches l'amènent à publier l'essai Le Roman colonial en 2000. Il écrit également une biographie de René Lévesque, premier ministre du Québec souverainiste.

## Œuvres

### Roman
- 1982 — Temps pascal
- 1987 — L’Obomsawin
- 1990 — Visions de Jude (réédition 2000 — La Côte de Sable)
- 1994 — L’Écureuil noir
- 1995 — Samuel Hearne : le marcheur de l’Arctique (jeunesse)
- 1998 — L’Homme de paille
- 2006 — La Kermesse
- 2012 — L’Historien de rien
- 2014 — Le Vol de l'ange
- 2017 — Cherche rouquine, coupe garçonne

### Nouvelles
- 1987 — Nouvelles de la capitale
- 1995 — Le Canon des Gobelins

### Essai
- 2001 — Le Roman colonial
- 2009 — René Lévesque

### Traductions
- Pic et Avant la route, de Jack Kérouac[11]
- Le Vieil Homme, la Femme et l’Enfant, de W. O. Mitchell
- L’Évangile selon Sabbitha, de David Homel
- Oh Canada ! Oh Québec ! : requiem pour un pays divisé, de Mordecai Richler
- Monsieur Vogel et Les Mémoires barbelées, de Matt Cohen
- La Vengeance des dieux, de Paul Almond
- Le Récit de voyage en Nouvelle-France de l’abbé peintre Hugues Pommier, de Douglas Glover

## Prix et distinctions
- 1990 - Prix littéraires du Journal de Montréal, Visions de Jude
- 1991 - Prix littéraire Le Droit, Visions de Jude
- 1991 - Prix du livre d'Ottawa, Visions de Jude
- 1994 - Finaliste du Prix du Gouverneur général, L'Écureuil noir
- 1994 - Grand prix du Salon du livre de Toronto, Pour L'Écureuil noir
- 1994 - Prix Le Signet d'Or de Plaisir de lire
- 1995 - Prix littéraire Le Droit
- 1999 - Prix Trillium, L'Homme de paille
- 1999 - Chevalier de l'Ordre de la Pléiade
- 2000 - Prix Shaughnessy-Cohen, Le Roman colonial
- 2004 - Membre de l'Ordre du Canada
- 2006 - Finaliste au Prix du Gouverneur général, L’homme qui voulait boire la mer
- 2007 - Prix du livre d'Ottawa, La Kermesse
- 2007 - Prix du Consulat général de France à Toronto
- 2016 - Officier de l'Ordre du Canada
- Chevalier de l'ordre des Arts et des Lettres de la République française
- Médaille du Jubilé de la Reine Élisabeth